# Lophomus laxus
Lophomus laxus är en mångfotingart som beskrevs av Loomis och Schmitt 1971. Lophomus laxus ingår i släktet Lophomus och familjen Conotylidae. Inga underarter finns listade i Catalogue of Life.